# Nutha
Nutha – dzielnica miasta Zerbst/Anhalt w Niemczech, w kraju związkowym Saksonia-Anhalt, w powiecie Anhalt-Bitterfeld.
Do 31 grudnia 2009 była to oddzielna gmina, która wchodziła w skład wspólnoty administracyjnej Elbe-Ehle-Nuthe. Do 1 lipca 2007 należała do powiatu Anhalt-Zerbst.